# 발자국 (영화)
발자국(Sleuth)은 영국, 미국에서 제작된 조셉 L. 맨키위즈 감독의 1972년 미스터리, 스릴러 영화이다. 로렌스 올리비에 등이 주연으로 출연하였고 모턴 고틀립 등이 제작에 참여하였다. 출연자 올리비에와 케인 모두 좋은 연기를 통해 아카데미상 후보에 올랐다. 이 영화는 맨키위즈 감독의 마지막 영화이다. 평론가들은 대체적으로 이 영화에 긍정적인 평가를 하였다.

## 출연

### 주연
- 로렌스 올리비에
- 마이클 케인

### 조연
- 알렉 코손
- 존 매튜스
- 이브 채닝
- 테디 마틴

## 제작진
- 협력프로듀서: 데이빗 미들매스
- 조감독: 킵 고원즈
- 미술: 켄 애덤
- 세트: 존 자비스
- 의상: 존 퍼니스
- 분장부문: 톰 스미스
- 분장부문: 조안 화이트
- 프로덕션매니저: 프랭크 언스트